# Новий Ушарбай
Новий Ушарба́й (рос. Новый Ушарбай) — село у складі Могойтуйського району Забайкальського краю, Росія. Входить до складу Ушарбайське сільського поселення.

## Історія
Село було утворено 2018 року шляхом виділення зі складу села Ушарбай.